# 349
| [ Edytuj tabelę ] |                                              |
| Król Aksum        | - 320 Ezana 360                              |
| Władca Guptów     | - 330 Samudragupta 375                       |
| Władca Korei      | - 331 Kogugwŏn 371                           |
| Papież            | - 337 Juliusz I 352                          |
| Król Persji       | - 309 Szapur II 379                          |
| Cesarz Rzymu      | - 337 Konstancjusz II 361 - 337 Konstans 350 |

Rok 349 / CCCXLIX
stulecia: III wiek ~
IV wiek ~
V wiek

lata: 339 «
344 «
345 «
346 «
347 «
348 «
349
» 350
» 351
» 352
» 353
» 354
» 359

## Wydarzenia
- Została wybudowana Cytadela w Diyarbakır.

## Zmarli
- Wei Shuo, chińska mistrzyni kaligrafii (ur. 272).